# Aniba novogranatensis
Aniba novogranatensis là loài thực vật có hoa trong họ Nguyệt quế. Loài này được Kubitzki miêu tả khoa học đầu tiên năm 1982.